# Максим Ясенівський
Максим Ясенівський (справжнє ім'я - Максим Березинець; 26.09.1878, с. Ясенів, нині Бродівського району Львівської області – 06.03.1948, Вінніпеґ) – український журналіст, перекладач, мовознавець що працював у США та Канаді у 1900-1940-их роках. 

## Життєпис
Максим Ясенівський закінчив Львівський університет та богословські студії у Манітобському коледжі. Від 1906 жив та працював у Нью-Йорку, та вже в 1907 році виїхав до Канади, поселившись у Вінніпезі. Був редактором україномовного часопису «Канадійський ранок». У літературній царині видав власну збірку праць на релігійні теми, друкував власні переклади українською церковних пісень та теологічно-філософських праць з англійської мови. У мовознавчій царині видав двома томами кишеньковий Україно-Англійсько-Український словник у Вінніпезі у 1910-их роках (словник пережив кілька перевидань-редакцій).

## Літературний доробок

### Переклади
- Герман Ф.М. Чи чоловік має душу? Переклад з англ.: Максим Ясенівський. Вінніпег: Накладом Руської Книгарні. 29 стор.[4]

### Словники
- Pocket dictionary of the Ukrainian-English & English-Ukrainian languages with short guide to Ukrainian pronunciation (in 2 books; Winnipeg: Ruthenian Book Store. 1577 p. 1914, 2nd ed.)[2]